# Pontus Nordenberg
Pontus Nordenberg (16 febbraio 1995) è un calciatore svedese, difensore del Nyköpings BIS.

## Carriera

### Club
Ha giocato nella massima serie dei campionati svedese ed islandese.